# 倉東駅
倉東駅（チャンドンえき、朝鮮語: 창동역）は、朝鮮民主主義人民共和国平安南道粛川郡にある駅で、清南線に属する。 

## 隣の駅
清南線
元興駅 - 倉東駅 - 三川浦駅